# La Sala de Sant Llogari
La Sala de Sant Llogari és una masia de Castellterçol (Moianès) inclosa a l'Inventari del Patrimoni Arquitectònic de Catalunya. Està situada a l'extrem occidental del terme de Castellterçol, a l'esquerra de la riera de la Sala, al nord de la Baga de la Sala, de Ca la Rosa, Vila-rúbia i l'Olleret, i de la Serra de l'Olleret, al nord-est de la Baga del Miracle i a migdia de la Soleia de la Sala. Té al seu costat nord-oriental l'església romànica de Sant Llogari de Castellet. A migdia seu s'estén el Pla de Sant Llogari.

## Descripció

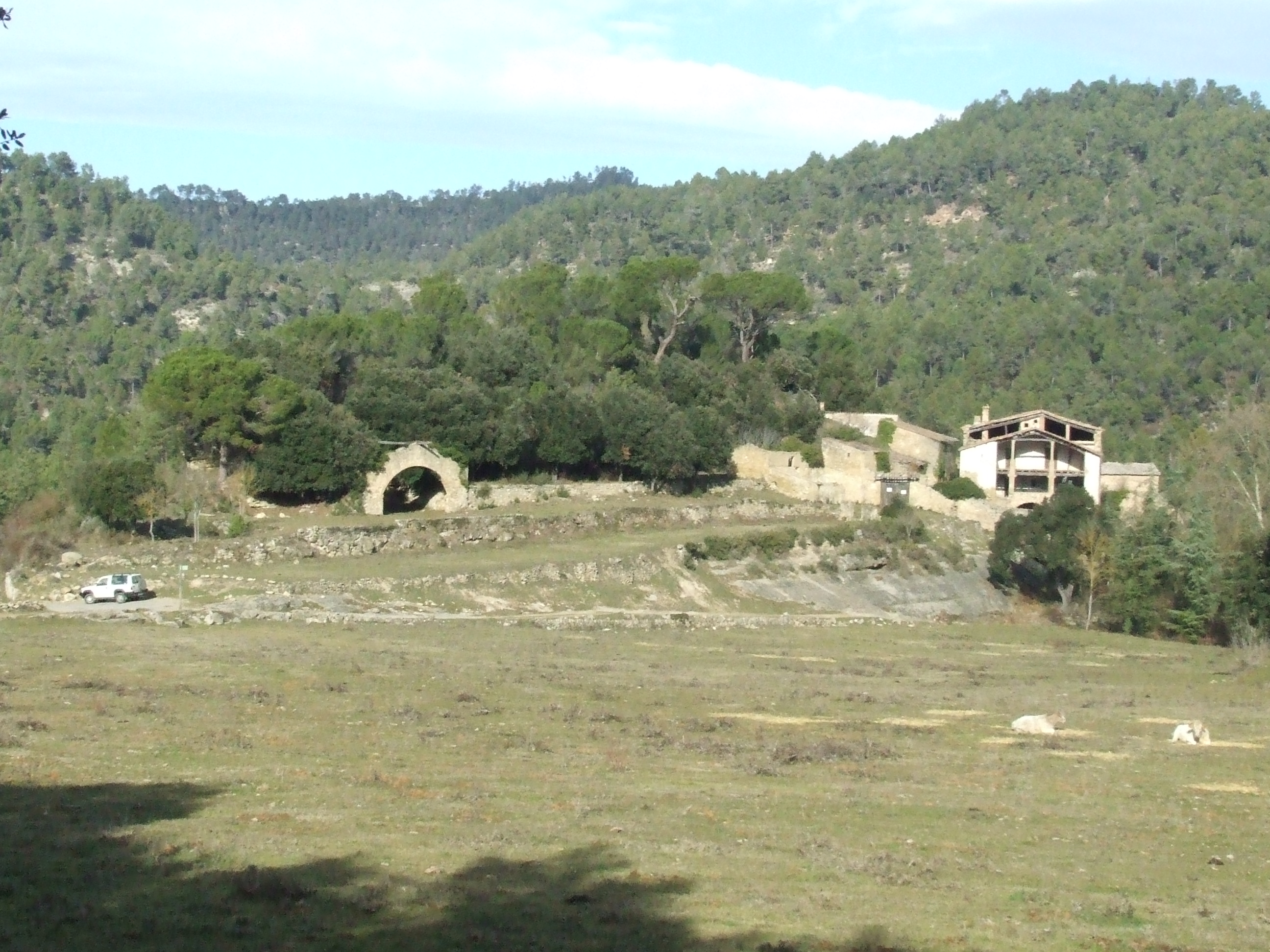
La masia, al cap del pla

Gran masia de tipus rural fortificada. A l'interior hi ha un pati-corral amb les dependències complementàries de la casa com estables, graners, dipòsits,... La façana principal està encarada a ponent. L'accés a l'edifici es realitza mitjançant un portal d'arc rebaixat amb llinda del segle xix, amb la inscripció: Llogar- Sala, 1827. El parament és de pedra i posteriorment emblanquinat amb guix. La coberta és a dues aigües. La façana de migdia presenta dos nivells diferents amb galeries porticades aixecades damunt d'arcs de pedra. Dintre del recinte fortificat també es troba la capella de Sant Llogarí.

## Història
Gran masia de tipus rural fortificada. A l'interior hi ha un pati-corral amb les dependències complementàries de la casa com estables, graners, dipòsits,... La façana principal està encarada a ponent. L'accés a l'edifici es realitza mitjançant un portal d'arc rebaixat amb llinda del segle xix, amb la inscripció: Llogar- Sala, 1827. El parament és de pedra i posteriorment emblanquinat amb guix. La coberta és a dues aigües. La façana de migdia presenta dos nivells diferents amb galeries porticades aixecades damunt d'arcs de pedra. Dintre del recinte fortificat també es troba la capella de Sant Llogarí.